# Despesa de capital
Despesa de capital (capex ou CAPEX) é o dinheiro que uma organização ou corporação utiliza para comprar, manter, ou aprimorar seu espólio fixo, como prédios, veículos, equipamentos, ou terras. É considerado uma despesa de capital quando o espólio é recentemente comprado ou quando o dinheiro é usado para estender a vida útil de um bem existente, como, por exemplo, reparar o teto de uma construção.
Despesas de capital se distinguem das despesas operacionais, (OPEX), que são despesas contínuas inerentes à operação dos bens, incluindo itens como eletricidade e limpeza. A diferença entre ambos pode não ser tão clara com algumas despesas. O ponto de diferença entre os dois é que a despesa de capital constitui um beneficio fiscal que se estende além do atual ano fiscal.